# Ouyang Xun
Ouyang Xun (Chinees: 歐陽詢; pinyin: Ōuyáng Xún) (557 – 641), omgangsnaam Xinben (Chinees: 信本; Pinyin: Xìn běn) was een Chinese kalligraaf, politicus en schrijver tijdens de vroege Tang-dynastie. Hij werd geboren in Hunan Changsha in een familie van hoogwaardigheidsbekleders en stierf in wat nu de provincie Anhui is. 

## Biografie
Ouyang Xun was een getalenteerde student, die de Vijf Klassieken, de kern van de Confucianistische canon kende. Hij diende onder de Sui-dynastie als keizerlijk doctor. Onder de Tang-dynastie had hij de functies van censor en geleerde bij de Hongwen-academie. Hij gaf daar les in kalligrafie. Hij leverde een belangrijke bijdrage aan de Yiwen Leiju, een encyclopedie gebaseerd op oude geschriften en speelde zo een rol in het doorgeven van waardevolle oude Chinese teksten. 
Hij werd de keizerlijke kalligraaf en bracht teksten aan op verschillende keizerlijke stelea. Hij was goed in nauwgezet schrift en zijn bekendste werk is de stele in het paleis Jiucheng. Xun werd gezien als een gecultiveerde geleerde en hoogwaardigheidsbekleder. Met Yu Shinan, Xue Ji en Chu Suiliang staat hij bekend als een van de Vier Grote Kalligrafen van de vroege Tang-dynastie.
Xun schreef de inscripties van de Kaiyuan Tongbao munt, een in China zeer invloedrijke munt, die ook de kalligrafische stijlen van munten in Japan, Sogdië en Vietnam heeft beïnvloed.
- Bibliothèque nationale de France: cb17176378z (data)
- CiNii: DA02195840
- Gemeinsame Normdatei: 1023325667
- International Standard Name Identifier: 0000 0001 2209 7550
- Library of Congress Control Number: n82010946
- Nationale Bibliotheek van Letland: 000231424
- Bibliotheek van het Japanse parlement: 00315540
- Nationale bibliotheek van Australië: 36730265
- Nationale Bibliotheek van Israël: 987007349752005171
- Nederlandse Thesaurus van Auteursnamen: 163182647
- Réseau des bibliothèques de Suisse occidentale: 02-A027690412
- LIBRIS: 301031
- SNAC: w63x8mjq
- Système universitaire de documentation: 162158122
- Trove: 1438157
- Union List of Artist Names: 500323562
- Virtual International Authority File: 28408469
- WorldCat: E39PBJth7krK6638vDjHMjqRKd